# Kesmat
Kesmat (persiska: كسمت) är en ort i Iran.   Den ligger i provinsen Lorestan, i den centrala delen av landet, 400 km sydväst om huvudstaden Teheran. Kesmat ligger 1 271 meter över havet och antalet invånare är 115.
Terrängen runt Kesmat är kuperad norrut, men söderut är den bergig. Runt Kesmat är det ganska glesbefolkat, med 29 invånare per kvadratkilometer. Närmaste större samhälle är Bīsheh, 9,6 km norr om Kesmat. Omgivningarna runt Kesmat är i huvudsak ett öppet busklandskap.